# Província Ocidental (Açores)
Província Ocidental dos Açores foi a denominação de duas divisões administrativas de Portugal diferentes, uma criada em 1833 e a outra, criada em 1836, fruto da cisão, da primeira, em duas províncias.

## Província Ocidental dos Açores em 1833
A primeira Província Ocidental dos Açores foi criada em 28 de Junho de 1833, na sequência da cisão, em duas entidades separadas, da anterior Província dos Açores, que havia sido criada pela reforma administrativa de 1832.
A província tinha sede em Angra e incluía as ilhas Terceira, Faial, Flores, São Jorge, Corvo, Graciosa e Pico.
A Província Ocidental dos Açores resultou do facto dos habitantes da ilha de São Miguel não quererem estar subordinados, numa mesma entidade, à ilha Terceira. Durante o curto espaço de tempo que antecedeu a cisão, o arquipélago dos Açores formava uma única província, com um prefeito e uma Junta Geral sedeados em Angra, que simultaneamente era a capital provisória de Portugal, estando aí exilado o governo liberal. A ilha de S. Miguel estava incorporada na comarca de Ponta Delgada, com um subprefeito subordinado ao prefeito de Angra. Com a cisão, as ilhas de S. Miguel e de Santa Maria formaram a Província Oriental dos Açores e, as restantes ilhas, a Província Ocidental.
Em 1835 foi decretada uma nova reforma administrativa que dividia o país em distritos, cada qual com o seu governador civil e a sua Junta Geral. As províncias foram mantidas, mas sem órgãos próprios, passando a ser meros agrupamentos de distritos para fins estatísticos e de referência geográfica. A Província Oriental dos Açores, foi mantida, sem órgãos próprios, englobando o distrito de Angra do Heroísmo. Com a criação do distrito da Horta, em 1836, a província foi dividida em duas, uma - mantendo a denominação de Província Ocidental - englobou o novo distrito da Horta, a outra, denominada Província Central, passou a englobar o distrito de Angra do Heroísmo.

## Província Ocidental dos Açores em 1836
Ao ser criado o novo distrito da Horta, a partir da cisão do distrito de Angra do Heroísmo, decidiu-se também cindir a anterior Província Ocidental em duas, uma delas mantendo a mesma designação. A nova Província Ocidental dos Açores incluída a área de um único distrito, o da Horta. Esta província foi criada numa altura em que este tipo de divisão já não dispunha de órgãos próprios, sendo um mero agrupamento de distritos. Assim, a nova Província Oriental, nunca funcionou como unidade administrativa, mas apenas como mera unidade estatística e de referência geográfica. Esta situação manteve-se até ao século XX.